# Barraca XV (Aiguamúrcia)
La Barraca XV és una obra d'Aiguamúrcia (Alt Camp) inclosa a l'Inventari del Patrimoni Arquitectònic de Catalunya.

## Descripció
Es tracta d'un petit aixopluc amb aires de barraca, associat al marge, planta rectangular, coberta amb pedruscall, i un portal capçat amb llinda i un arc de descàrrega. La seva orientació és Sud.
El seu interior és amb planta de ferradura, les seves dimensions són: fondària 1'85m, amplada 1'62m.
Està cobert amb una falsa cúpula tapada amb una llosa, amb una alçada màxima de 1'80m, en el seu interior no hi ha elements funcionals.